# Mandrevillars
Mandrevillars é uma comuna francesa na região administrativa de Borgonha-Franco-Condado, no departamento de Alto Sona. Estende-se por uma área de 3,03 km². Em 2010 a comuna tinha 271 habitantes (densidade: 89,4 hab./km²).